# Кокинешти (Арђеш)
Кокинешти (рум. Cochinești) насеље је у Румунији у округу Арђеш у општини Столничи. Oпштина се налази на надморској висини од 197 m.

## Становништво
Према подацима из 2002. године у насељу је живело 666 становника, од којих су сви румунске националности.